# کیچیرو آکاگی
کیچیرو آکاگی (انگلیسی: Keiichirō Akagi; ۸ مهٔ ۱۹۳۹ – ۲۱ فوریهٔ ۱۹۶۱) بازیگر، خوانندگی اهل ژاپن بود.